# Az-Zajtuna (Palestyna)
Az-Zajtuna (arab. ‏الزيتونة‎, Az-Zaytūna) – wieś w Palestynie, w muhafazie Ramallah i Al-Bira. Według danych szacunkowych Palestyńskiego Centralnego Biura Statystycznego w 2016 roku miejscowość liczyła 7921 mieszkańców.